# Алгебраическая топология
Алгебраи́ческая тополо́гия (устаревшее название: комбинаторная топология) — раздел топологии, изучающий топологические пространства путём сопоставления им алгебраических объектов (групп, колец и т. д.), а также поведение этих объектов под действием различных топологических операций.

## Основные методы
Методы алгебраической топологии основаны на предположении, что общеалгебраические структуры устроены проще, чем топологические.
Важным инструментом алгебраической топологии являются так называемые группы гомологий (например, симплициальные или сингулярные). Каждому топологическому пространству {\displaystyle X} соответствует в каждой размерности {\displaystyle n} своя абелева группа гомологий {\displaystyle H_{n}(X)}, а каждому непрерывному отображению {\displaystyle f:X\to Y} соответствует гомоморфизм групп {\displaystyle f_{*}:H_{n}(X)\to H_{n}(Y)}, причём композиции отображений {\displaystyle fg} соответствует композиция гомоморфизмов {\displaystyle f_{*}g_{*}}, а тождественному отображению {\displaystyle \mathrm {id} } соответствует тождественный гомоморфизм {\displaystyle \mathrm {id} _{*}}. На языке теории категорий это означает, что {\displaystyle n}-я группа гомологий является ковариантным функтором из категории топологических пространств в категорию абелевых групп.
Помимо различных теорий гомологий (сейчас очень большое значение приобрели экстраординарные гомологии, например, теория бордизмов или {\displaystyle K}-теория), для алгебраической топологии важны гомотопические группы {\displaystyle \pi _{n}(X)}. Из них главной является {\displaystyle \pi _{1}(X)} — так называемая фундаментальная группа, которая, в отличие от групп всех других размерностей, может быть неабелевой.

## Пример методики
Одним из классических примеров применения методов алгебраической топологии является доказательство теоремы Брауэра о неподвижной точке. Утверждение теоремы состоит в том, что всякое непрерывное отображение замкнутого {\displaystyle n}-мерного шара в себя {\displaystyle f\colon D_{n}\to D_{n}} обладает неподвижной точкой, то есть {\displaystyle \exists x\colon f(x)=x}.
Для доказательства используется следующая лемма: не существует ретракции {\displaystyle n}-мерного шара {\displaystyle D_{n}} на свою границу, {\displaystyle (n-1)}-мерную сферу {\displaystyle S_{n-1}}(такого непрерывного отображения {\displaystyle g:D_{n}\to S_{n-1},} что {\displaystyle g(x)=x} для всех точек границы). В самом деле: если у отображения {\displaystyle f} нет неподвижных точек, то возможно построить отображение {\displaystyle g} шара на сферу, проведя для каждой точки шара {\displaystyle x} луч, выходящий из {\displaystyle f(x)} и проходящий через {\displaystyle x} (в случае отсутствия неподвижных точек это разные точки); пусть {\displaystyle y} — точка пересечения луча со сферой {\displaystyle S_{n-1}}, и {\displaystyle g(x)=y}. Отображение {\displaystyle g(x)=y} непрерывно, и если {\displaystyle x} принадлежит сфере, то {\displaystyle g(x)=x}. Таким образом, получена ретракция шара на сферу, что по лемме невозможно. Следовательно, хотя бы одна неподвижная точка существует.
Для доказательства леммы предполагается, что существует такая ретракция {\displaystyle g}. Для вложения сферы в шар {\displaystyle i(x)=x} выполнено следующее свойство: композиция отображений {\displaystyle gi=\mathrm {id} } — тождественное отображение сферы (вначале {\displaystyle i}, затем {\displaystyle g}). Далее показывается, что {\displaystyle H_{n-1}(S_{n-1})=\mathbf {Z} }, а {\displaystyle H_{n-1}(D_{n})=0}. Тогда отображение {\displaystyle g_{*}:H_{n-1}(D_{n})\to H_{n-1}(S_{n-1})} будет отображением в 0, но, с другой стороны, так как {\displaystyle gi=\mathrm {id} }, имеем {\displaystyle g_{*}i_{*}=\mathrm {id} _{*}:\mathbf {Z} \to \mathbf {Z} } — является не нулевым гомоморфизмом, а тождественным изоморфизмом.
Известны и неалгебраические доказательства теоремы Брауэра, но введение гомологий сразу позволило легко доказать множество утверждений, ранее казавшихся не связанными друг с другом.

## История
Некоторые теоремы алгебраической топологии были известны ещё Эйлеру, например, что для всякого выпуклого многогранника с числом вершин {\displaystyle V}, рёбер {\displaystyle E} и граней {\displaystyle F} имеет место {\displaystyle V-E+F=2}.
Топологическими вопросами интересовались Гаусс и Риман.
Но основную роль в создании алгебраической топологии как науки сыграл Пуанкаре — именно ему принадлежат понятия симплициальных гомологий и фундаментальной группы.
Большой вклад внесли Александер, Веблен, Лефшец, Уайтхед, Борсук, Гуревич, Стинрод, Эйленберг, Серр, Том, Атья, Хирцебрух, Ботт, Адамс, Смейл, Милнор, Квиллен; из советских/российских математиков необходимо отметить П. С. Александрова, Колмогорова, Понтрягина, Люстерника, Рохлина, Новикова, Фоменко, Концевича, Воеводского, Перельмана.